# Madhuri Dixit
Madhuri Dixit (en marathi माधुरी दीक्षित) (Bombai, 15 de maig de 1967) és una actriu índia de cinema en parla hindi que ha treballat en més de 70 pel·lícules. Les seves qualitats com a actriu i ballarina en van fer una de les més grans estrelles de Bollywwod de finals dels dels anys 80 y dels anys 1990. El 1999 es va casar amb el Dr. Sriram Nen, un cirurgià amb qui viu als Estats Units i amb qui té dos fills. El 2002 va interrompre la seva carrera, tot i que va tornar a interpretar un film el 2007. El 2008 va ser guardonada amb el premi Padma Shri de les arts, que és el quart honor més elevat atorgat als civils pel govern a l'Índia.

## Carrera
Va estudiar al Parle College on volia ser microbiòloga. Va estudiar per ser ballarina Kathak a la tradició clàssica hindú. Va debutar amb Abodh (1984) i després d'unes pel·lícules de poc calat, va participar a Tezaab (1988) Dayavan (1988), Ram Lakhan (1989), Dil (1990), Saajan (1991), Beta (1992), Khalnayak (1993) ) o Hum Aapke Hain Kaun! (1994). Després de tres anys de poc èxit, va tornar amb Dil To Pagal Hai (1997) per la qual va obtenir el quart premi Filmfare a la millor actriu.
El 2001, va ser guardona amb el premi civil nacional com a reconeixement a les seves activitats.
El 2002, va protagonitzar Devdas, amb Shahrukh Khan i Aishwarya Rai, pel·lícula que va cridar l'atenció al Festival de Cannes.
El 25 de febrer de 2006, va actuar per primera vegada en sis anys en la cerimònia dels Filmfare Awards per a la pel·lícula Devdas. Saroj Khan va dirigir la coreografia dels balls de Dixit a la pel·lícula i van ser ben rebuts. El 2007, va rendir tribut a les heroïnes de Bollywood el dia internacional de la dona. El 2007 va protaganitzar la pel·lícula de culte Aaja Nachle.
Madhuri Dixit ha estat musa de diversos artistes com el pintor M.F. Hussain, que la considera la personificació de la dona índia. Ella va aparèixer a la pel·lícula d'Hussain Gaja Gamini (2000). Gaja Gamini un tribut a la bellesa i el talent de Madhuri.

## Filmografia parcial
- 2007 - Aaja Nachle - d'Anil Mehta, amb Akshaye Khanna.
- 2002 - Devdas - de Sanjay Leela Bhansali, amb Shah Rukh Khan, Aishwarya Rai - Música d'Ismaïl Darbar
- 2002 - Hum Tumhare Hain Sanam de K.S. Adhiyaman, amb Shahrukh Khan, Salman Khan - Música de Rajesh Roshan
- 2001 - Lajja de Rajkumar Santoshi, amb Rekha, Manisha Koirala, Anil Kapoor, Jackie Shroff, Ajay Devgan - Música d'Anu Malik
- 2001 - Yeh Raaste Hai Pyar Ke de Deepak Shivdazani, amb Ajay Devgan, Preity Zinta - Música de Sanjeev Darshan
- 2000 - Pukar de Rajkumar Santoshi, amb Anil Kapoor - Música d'A.R. Rahman
- 1997 - Dil To Pagal Hai de Yash Chopra, amb Shah Rukh Khan, Karisma Kapoor, Akshay Kumar. Música d'Uttam Singh
- 1997 - Koyla de Mahesh Bhatt, amb Shah Rukh Khan, Amrish Puri - Música de Rajesh Roshan
- 1995 - Anjaam de Rahul Rawal, amb Shah Rukh Khan - Música d'Anand Milind
- 1994 - Hum Aapke Hain Koun de Suraj Barjatya, amb Salman Khan - Música de Ram Laxman
- 1993 - Khal nayak, amb Sanjay Dutt, Jacke Schroff, Anupam Kher. Música de Laxmikant Pyarelal.
- 1992 - Beta d'Indra Kumar, amb Anil Kapoor - Música de Anand Milind
- 1991 - Saajan de Lawrence D'Souza, amb Sanjay Dutt, Salman Khan - Música de Nadeem Shravan
- 1990 - Dil d'Indra Kumar, amb Aamir Khan - Música de Anand Milind
- 1989 - Parinda, de Vinu Vinod Chopra, amb Anil Kapoor, Nana Patekar, Jackie Shroff - Música de RD Burman
- 1988 - Tezaab de N.Chandra, amb Anil Kapoor - Música de Laxmikant Pyarelal

## Premis
Ha guanyat els següents Filmfare Awards:
- 1991: millor actriu per Dil
- 1993: millor actriu per Beta
- 1995: millor actriu per Hum Aapke Hain Kaun...!
- 1998: millor actriu per Dil To Pagal Hai
- 2003: millor actriu secundària per Devdas
- 2011: premi especial pels 25 anys dedicats a la indústria del cinema indi